# Roemeens voetbalkampioenschap 1919/20
In 1919/20 werd het achtste kampioenschap in Roemenië georganiseerd. De competitie had drie seizoenen stilgelegen door de Eerste Wereldoorlog. Venus werd voor het eerst kampioen.

## Eindstand
| Plaats | Team               | Wed. | W | G | V | Doelpunten | Verschil | Ptn |
| ------ | ------------------ | ---- | - | - | - | ---------- | -------- | --- |
| 1      | Venus Boekarest    | 6    | 4 | 1 | 1 | 8 : 6      | +2       | 9   |
| 2      | Tricolor Boekarest | 5    | 3 | 0 | 2 | 9 : 6      | +3       | 6   |
| 3      | Colțea Boekarest   | 4    | 1 | 1 | 2 | 4 : 6      | −2       | 3   |
| 4      | Prahova Ploiești   | 3    | 0 | 0 | 3 | 1 : 4      | −3       | 0   |

Drie wedstrijden werden niet gespeeld.